# 中央町 (鹿児島市)
中央町（ちゅうおうちょう）は、鹿児島県鹿児島市の町。郵便番号は890-0053。人口は2,641人、世帯数は1,623世帯（2020年4月1日現在）。中央町の全域で住居表示を実施している。
町域内にある鹿児島中央駅は、九州新幹線などの路線が発着する鉄道の結節点となっており、鹿児島市の陸の玄関口の役割を担っている。

## 地理
鹿児島市の中央部、甲突川下流域に位置している。町域の北方から西方にかけては西田、南方には上荒田町、西方には武、東方には上之園町、加治屋町がそれぞれ隣接している。
西端を南北に鹿児島本線及び指宿枕崎線、西方より九州新幹線が通っており合流部に鹿児島中央駅が所在している。ほぼ鹿児島本線に沿って鹿児島県道24号鹿児島東市来線が通り、鹿児島中央駅北交差点で鹿児島県道21号鹿児島中央停車場線が天文館方面に分岐する。
また、鹿児島中央駅東口交差点より東方に向かってナポリ通りが、鹿児島中央駅南交差点より南東方向に甲南通りが延びている。鹿児島中央駅東口交差点付近には鹿児島市電の鹿児島中央駅前電停があり、鹿児島中央駅駅舎などとそれらを結ぶ「つばめロード」と呼ばれる地下道がある。

### 河川
- 甲突川

### 町名の由来
「中央町」という町名は市街地の中央に位置することに由来している。

## 歴史

### 前史

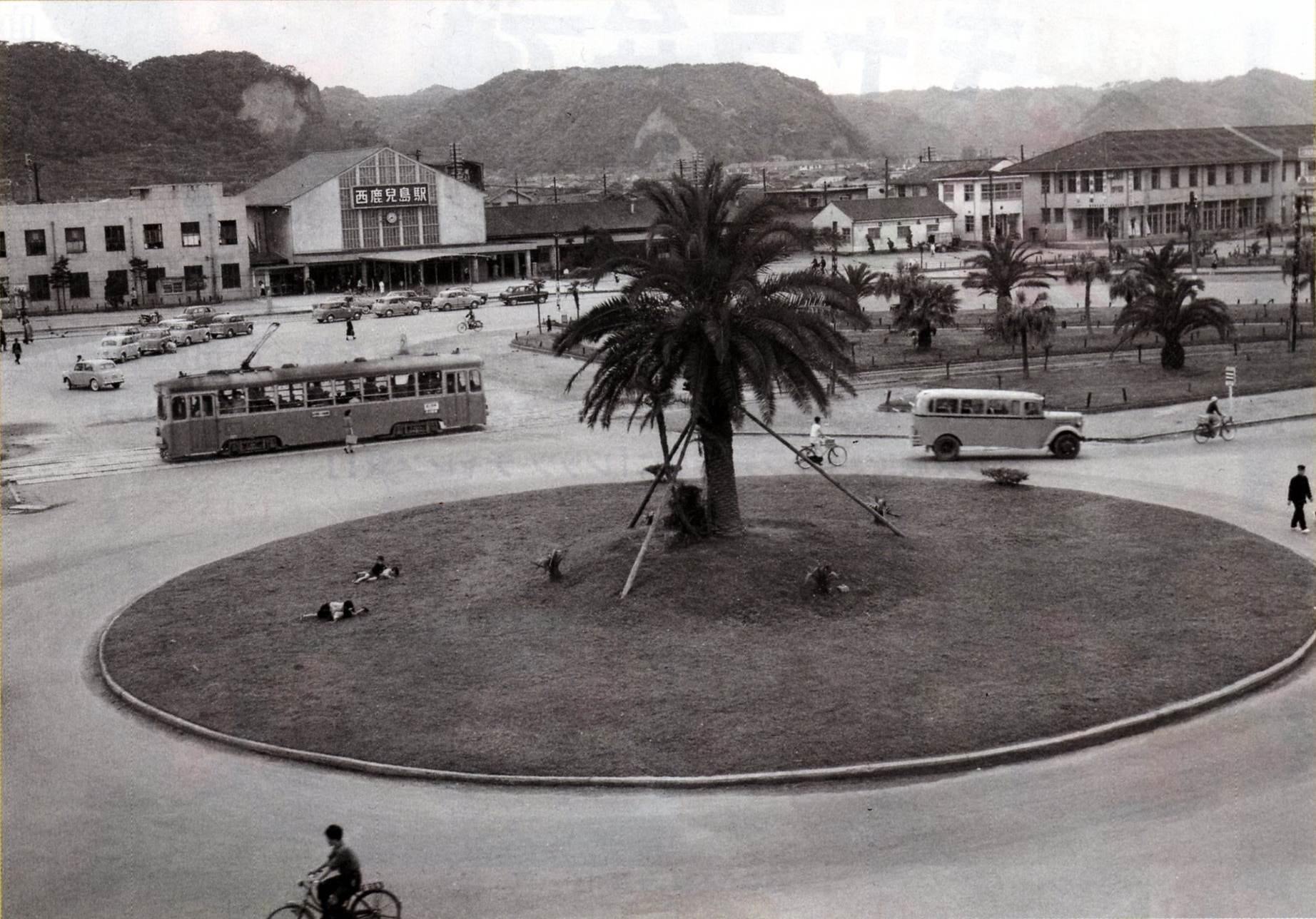
1959年ごろの西鹿児島駅駅前広場

現在の中央町の区域は、上荒田町、上之園町、武町（現在の武）、西田町（現在の西田）の各一部であった。

#### 武駅の設置と交通網の形成
1913年（大正2年）に川内線（現在の鹿児島本線の一部）が鹿児島駅から延伸し武駅が武町に設置された。2年後の1915年（大正4年）には鹿児島電気軌道（現在の鹿児島市交通局の前身）が高見馬場電停から武駅まで路面電車を延伸した。武駅は1927年（昭和2年）に川内線が鹿児島本線となったのに合わせて西鹿児島駅に改称した。1937年（昭和12年）には西鹿児島駅と鹿児島郡谷山町（のちの谷山市）の五位野駅までが開通し、それにより西鹿児島駅の乗降客数が増加した。

#### 第二次世界大戦の終戦
第二次世界大戦の終戦により物資不足が発生し、それに起因して闇市とよばれる露店が西鹿児島駅前に出現した。西鹿児島駅前の闇市は指宿枕崎線沿線の地域から供給された商品を販売していた。また、戦災復興事業として土地区画整理事業が施行され、現在の中央町の区域は中洲工区として事業に着手した。

#### 西鹿児島駅の中心駅化
鉄道が開通して以降、鹿児島市の中心駅は鹿児島駅であったが、1959年（昭和34年）から鹿児島駅の降車客数を西鹿児島駅が上回るようになった。また、1967年（昭和42年）には急行列車や特急列車の始終発駅が鹿児島駅と西鹿児島駅に分けられていたが、西鹿児島駅に一元化された。その結果、西鹿児島駅を中心に食料品や日用品、衣料品などの小売商店が活況を呈した。
また、1968年（昭和43年）には西鹿児島駅の隣接地に鹿児島中央郵便局が建設され、鹿児島県の統轄局としての役割を担うこととなった。

### 中央町の新設
1962年（昭和37年）に住居表示に関する法律が施行されたのに伴い、鹿児島市は鹿児島市街地域の住居表示に着手した。西鹿児島駅前一帯（中洲工区）において町界町名の変更が実施されることとなり、1970年（昭和45年）に鹿児島市上荒田町、上之園町、武町（現在の武）、西田町（現在の西田）の各一部より分割され「中央町」として設置された。

### 九州新幹線の開業と鹿児島中央駅周辺の開発
2004年（平成16年）3月13日には、九州新幹線（新八代駅～鹿児島中央駅）が開通し、新幹線の開通に合わせて西鹿児島駅から鹿児島中央駅に改称された。また半年後の9月には九州旅客鉄道グループのJR鹿児島シティが経営する駅ビルであるアミュプラザ鹿児島が開業した。
新幹線の開通以後、鹿児島中央駅の周辺では2009年（平成21年）には南国殖産関連企業が入居する南国センタービル、2010年（平成22年）にアエールプラザ・アエールタワー、2012年（平成24年）にバスターミナルやホテルなどが入居する鹿児島中央ターミナルビルなどの大型ビルが相次いで建設されている。

### 町・字域の変遷
| 変更後         | 変更年             | 変更前           |
| -------------- | ------------------ | ---------------- |
| 中央町（新設） | 1970年（昭和45年） | 上荒田町（一部） |
| 中央町（新設） | 1970年（昭和45年） | 上之園町（一部） |
| 中央町（新設） | 1970年（昭和45年） | 武町（一部）     |
| 中央町（新設） | 1970年（昭和45年） | 西田町（一部）   |

## 人口
以下の表は国勢調査による小地域集計が開始された1995年以降の人口の推移である。
| 年                 | 人口  |
| ------------------ | ----- |
| 1995年（平成7年）  | 2,256 |
| 2000年（平成12年） | 2,498 |
| 2005年（平成17年） | 2,631 |
| 2010年（平成22年） | 2,771 |
| 2015年（平成27年） | 2,784 |

## 施設

### 公共
- 鹿児島市役所鹿児島中央駅市民サービスステーション（鹿児島中央駅構内）[30]
- 鹿児島市営鹿児島中央駅東口自転車等駐車場[31]
- 鹿児島県警察鹿児島西警察署鹿児島中央駅前交番[32]
- 共研公園

### 郵便局
- 鹿児島中央郵便局[33]
- 鹿児島中洲郵便局[34]

### 寺社
- 西本願寺鹿児島別院武出張所[35]

### 商業
- アミュプラザ鹿児島
- イオン鹿児島中央店
- 鹿児島中央ターミナルビル
  - ソラリア西鉄ホテル鹿児島
- 南国センタービル[36]
  - 南国殖産本社
  - 南国交通本社
  - ローソン南九州本社
- 日本ガス本社
- 鹿児島中央タワー（Li-Ka1920）

## ギャラリー

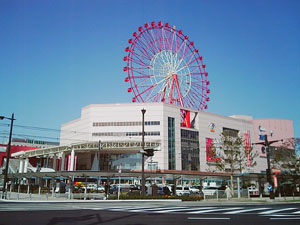
アミュプラザ鹿児島
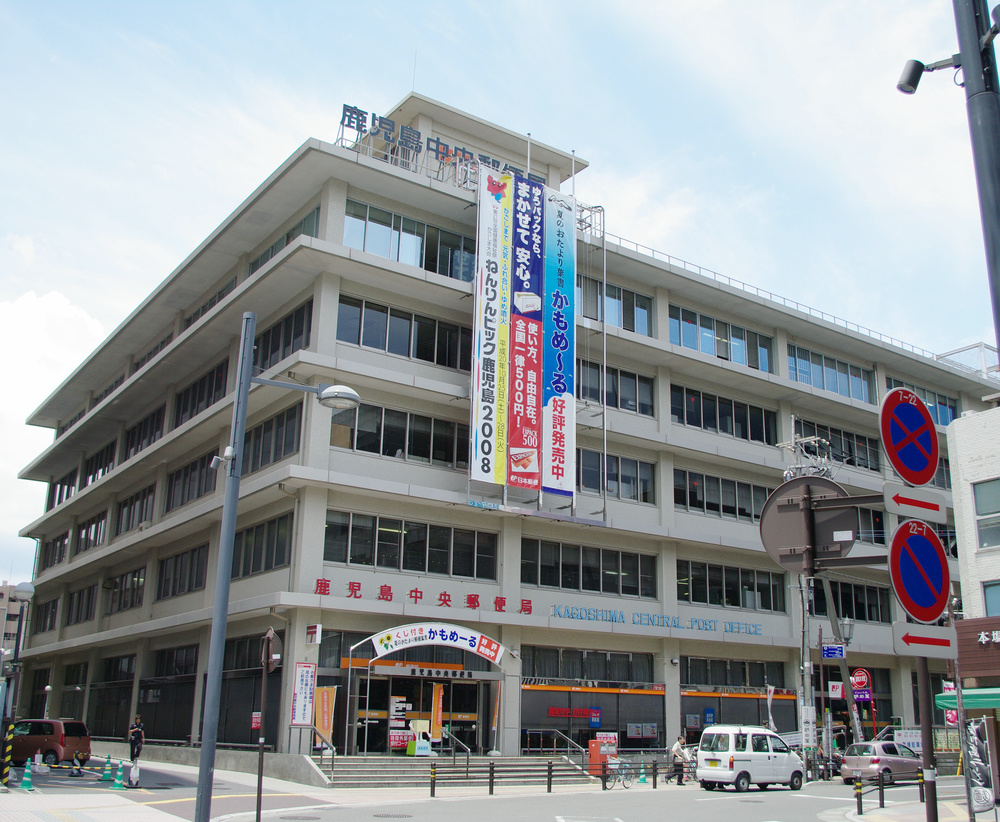
鹿児島中央郵便局
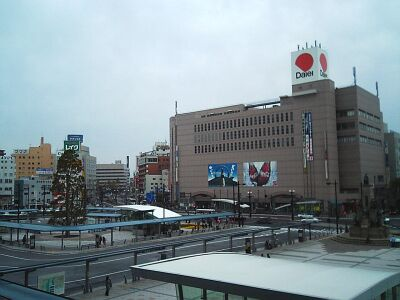
鹿児島中央駅東口周辺
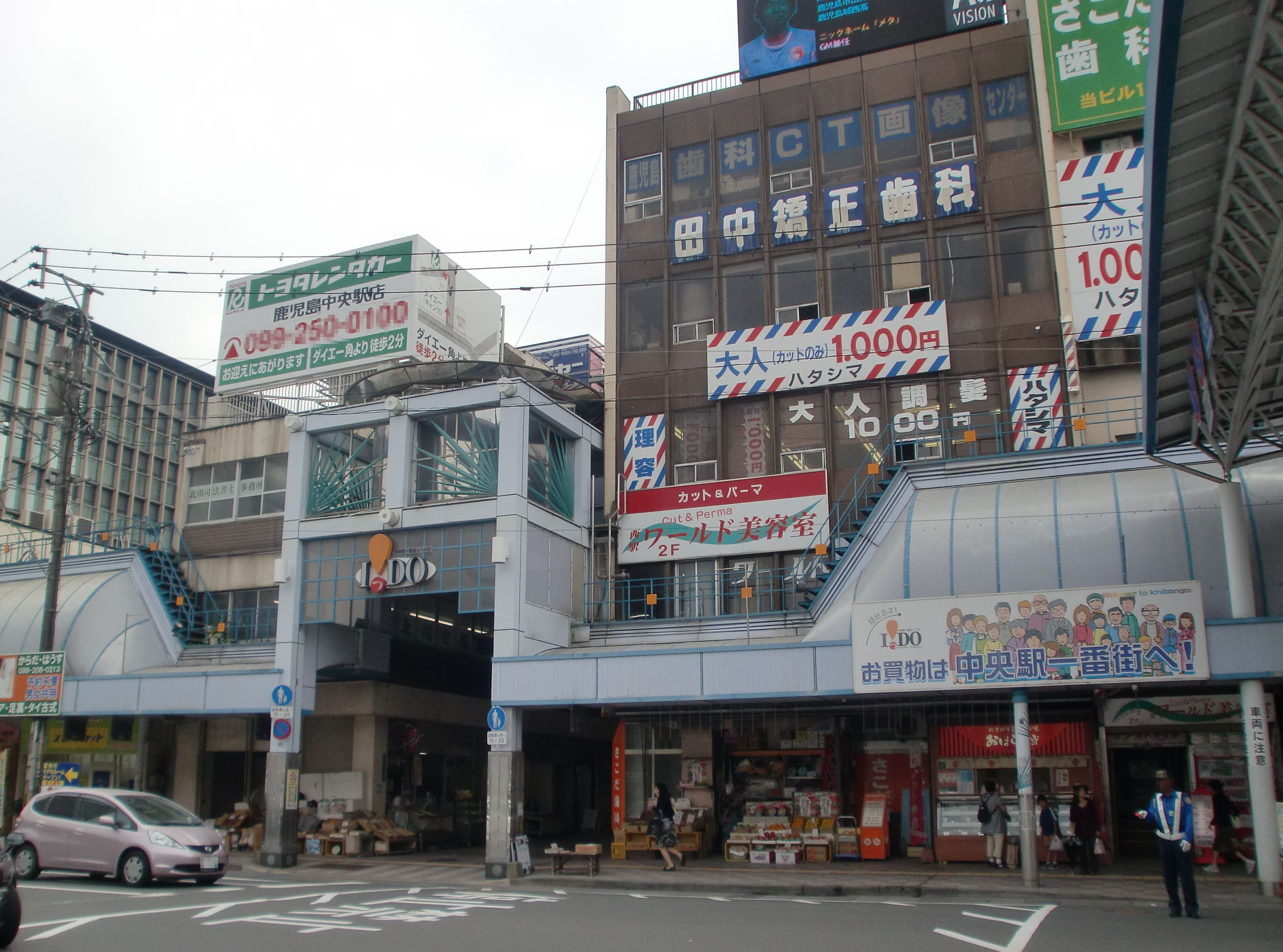
中央駅一番街
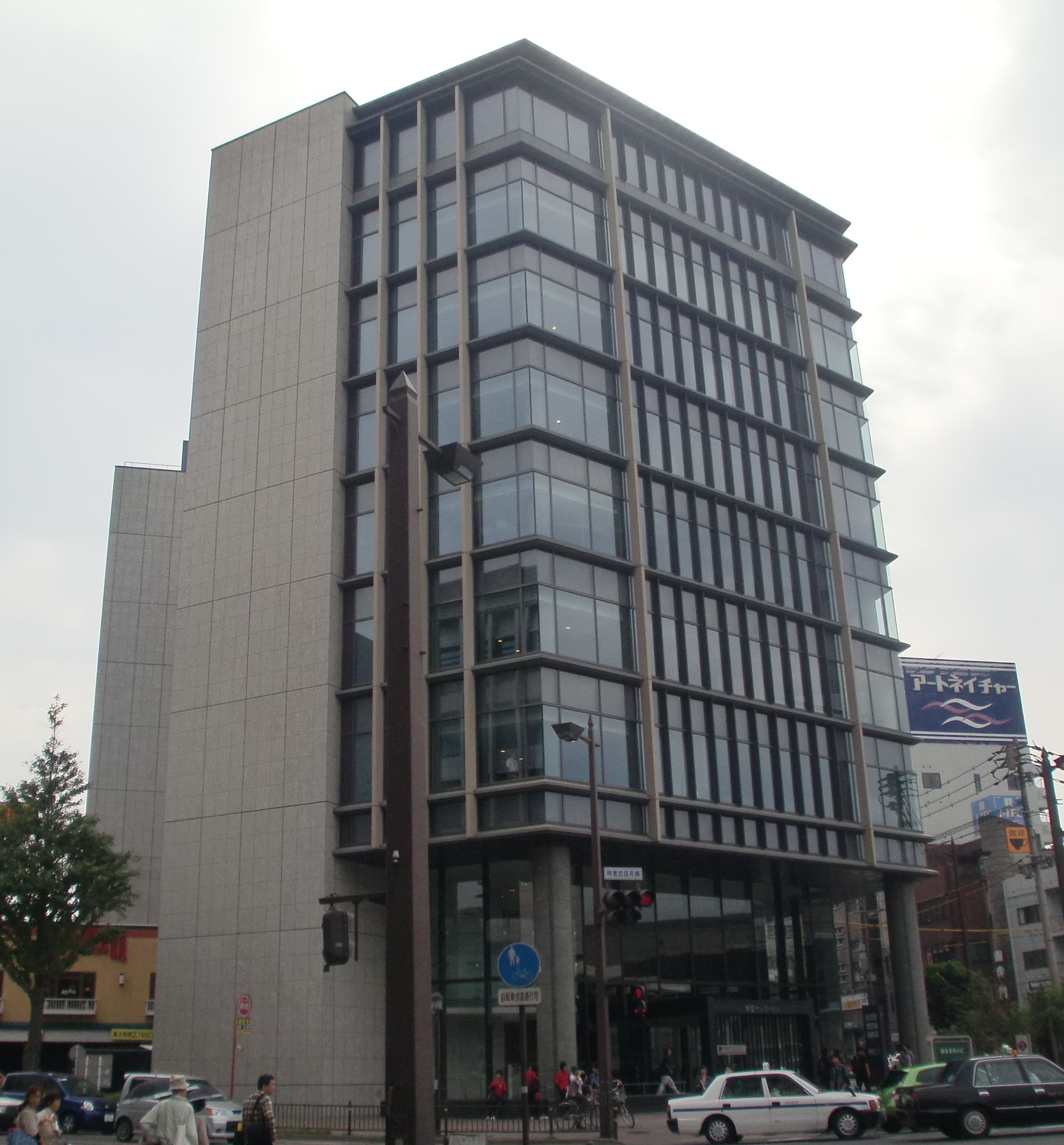
南国センタービル
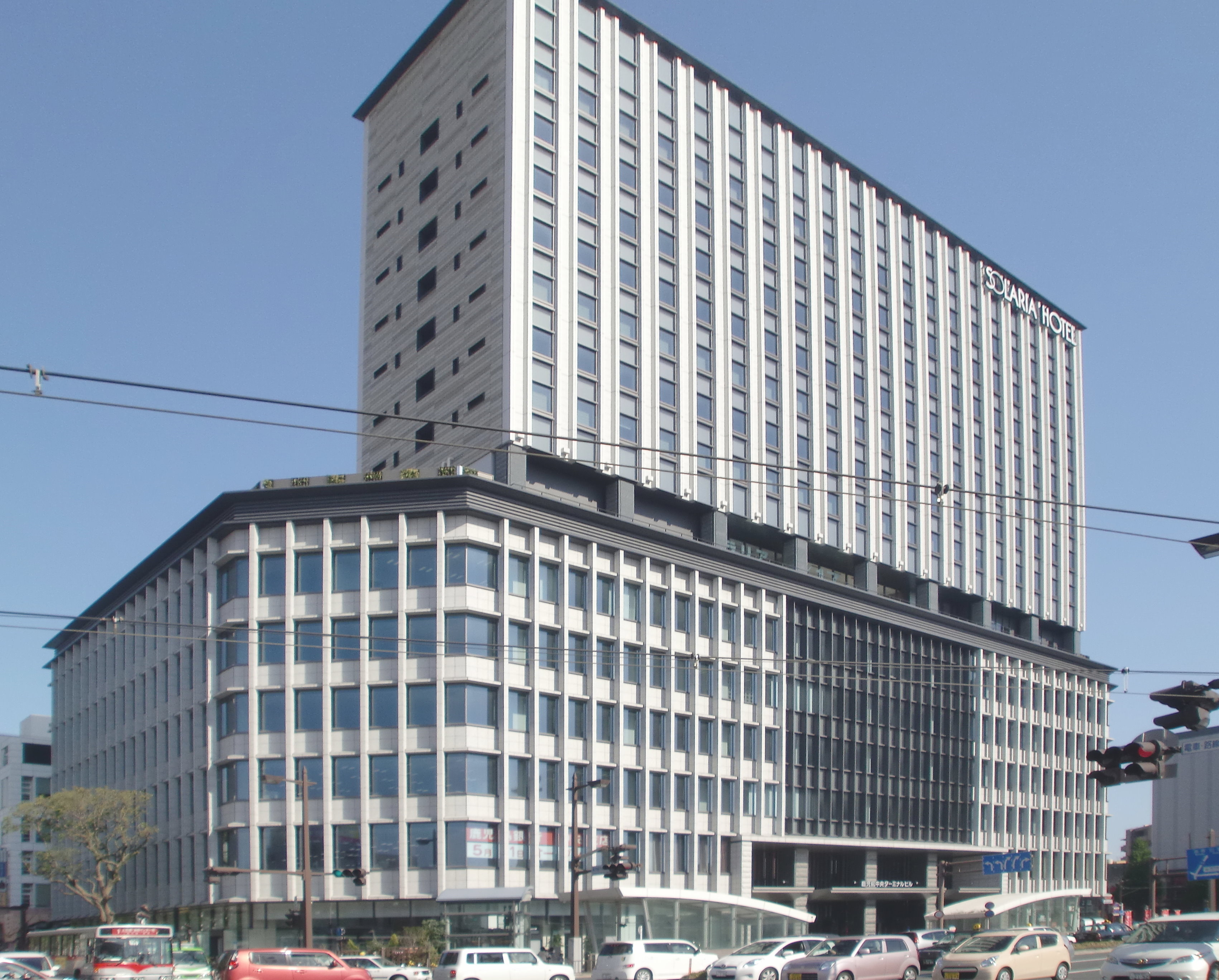
鹿児島中央ターミナルビル

## 交通

### 道路
主要地方道
- 鹿児島県道21号鹿児島中央停車場線
- 鹿児島県道24号鹿児島東市来線

市道
- ナポリ通り
- 甲南通り

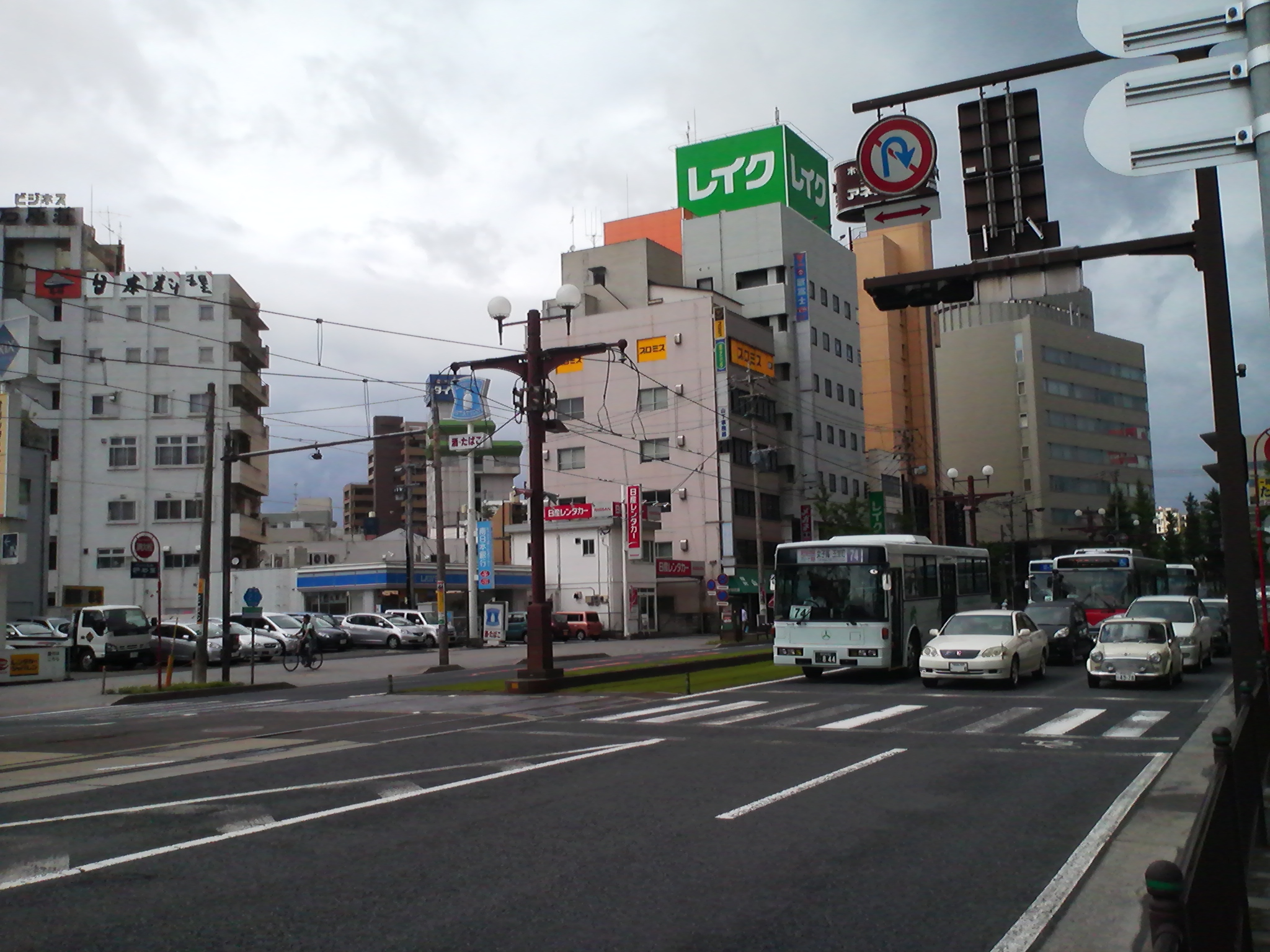
県道21号鹿児島中央停車場線（天文館方面）
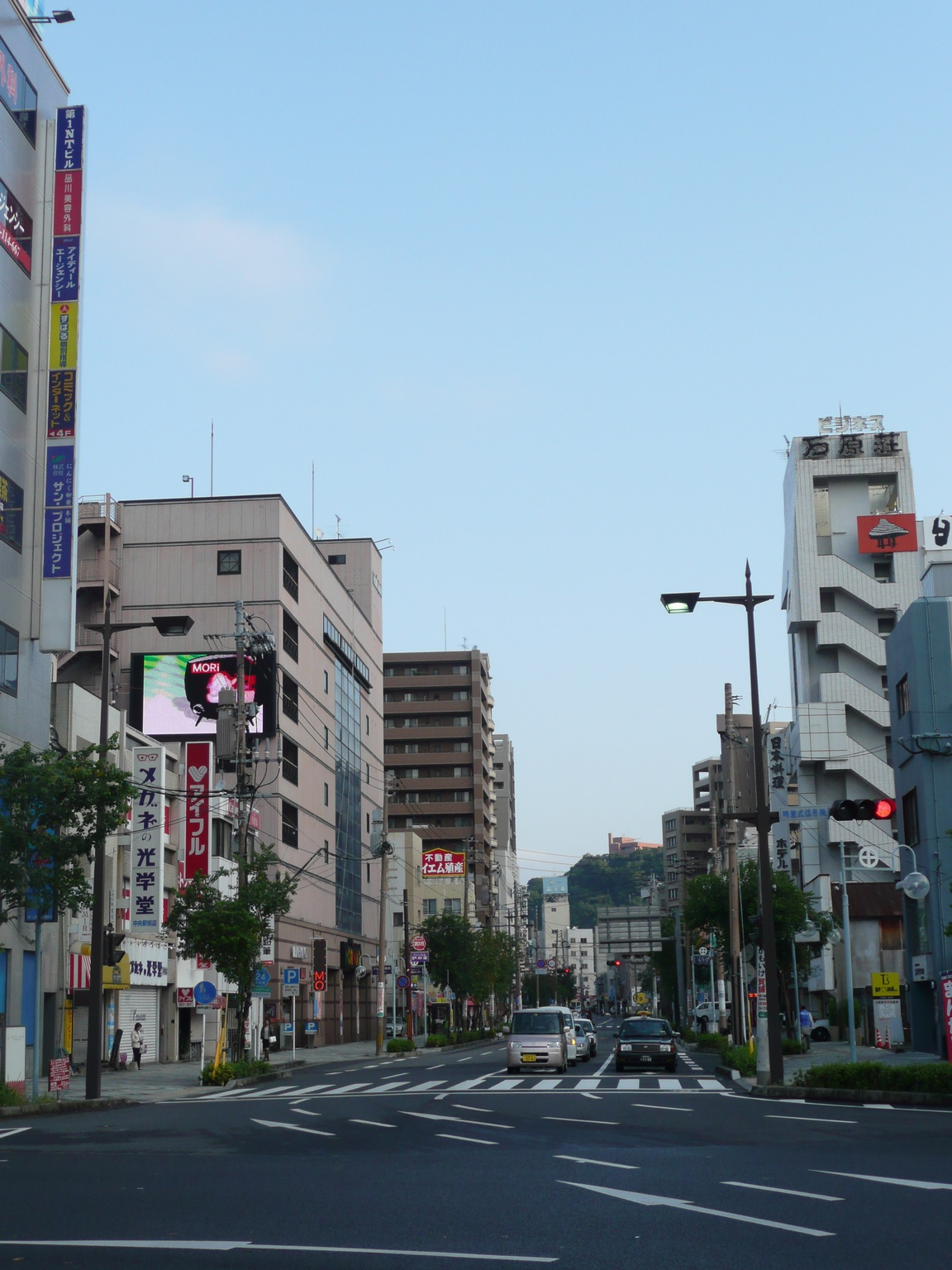
県道24号鹿児島東市来線（西田橋方面）
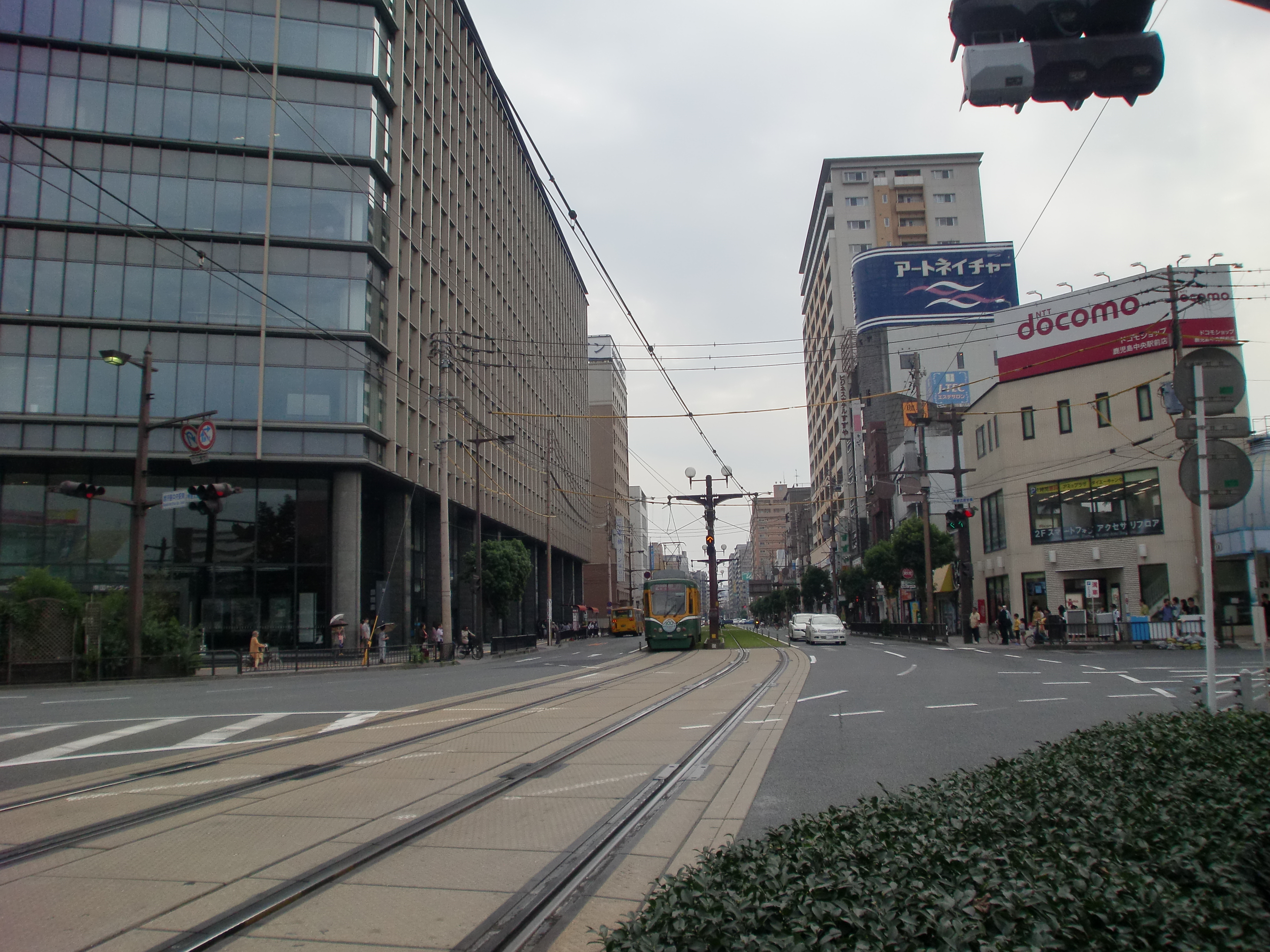
県道24号鹿児島東市来線（日置方面）
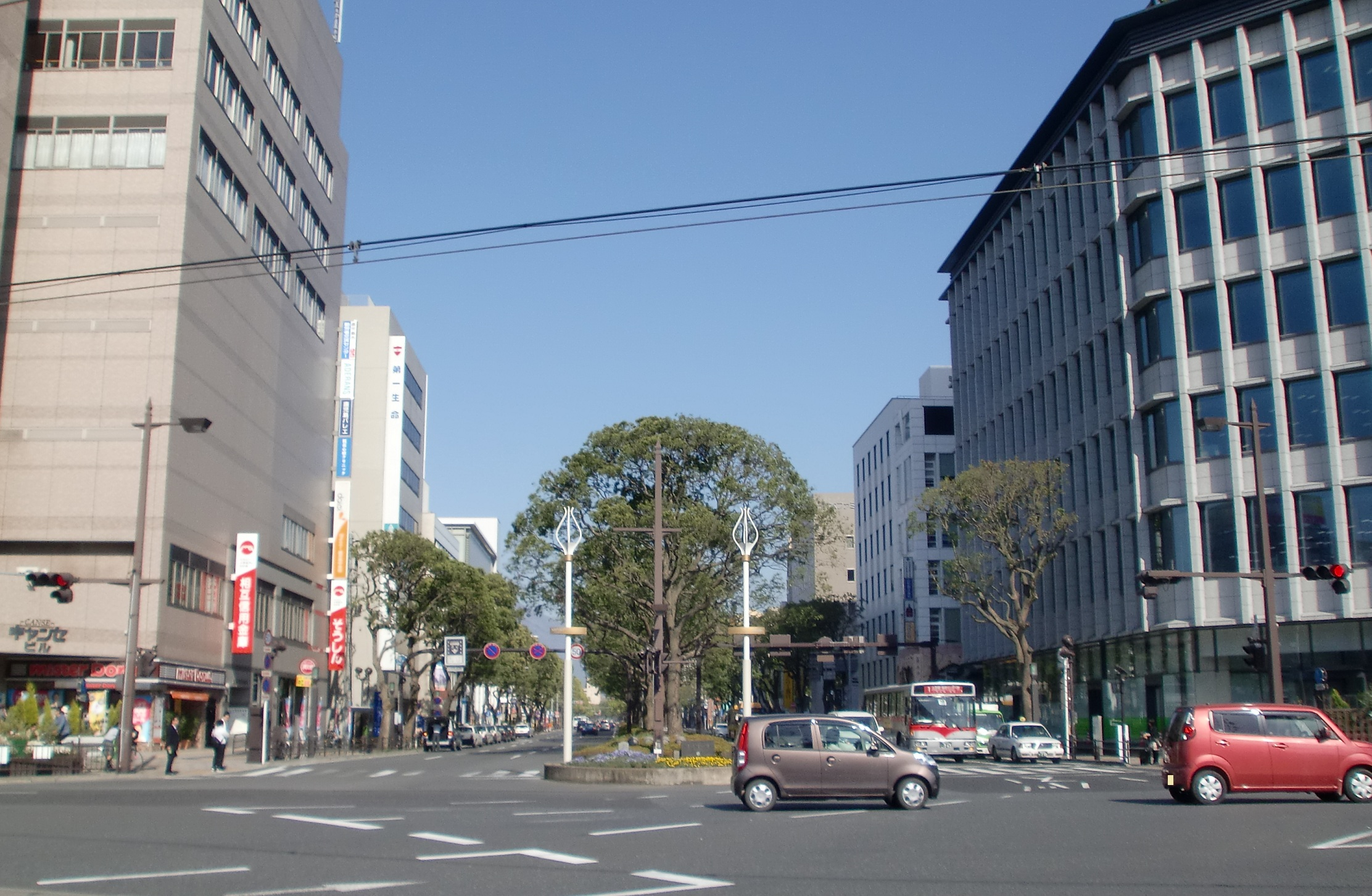
ナポリ通り

### 鉄道
九州旅客鉄道九州新幹線・鹿児島本線・指宿枕崎線
- 鹿児島中央駅

鹿児島市交通局
- 高見橋停留場 - 鹿児島中央駅前停留場 - 都通停留場

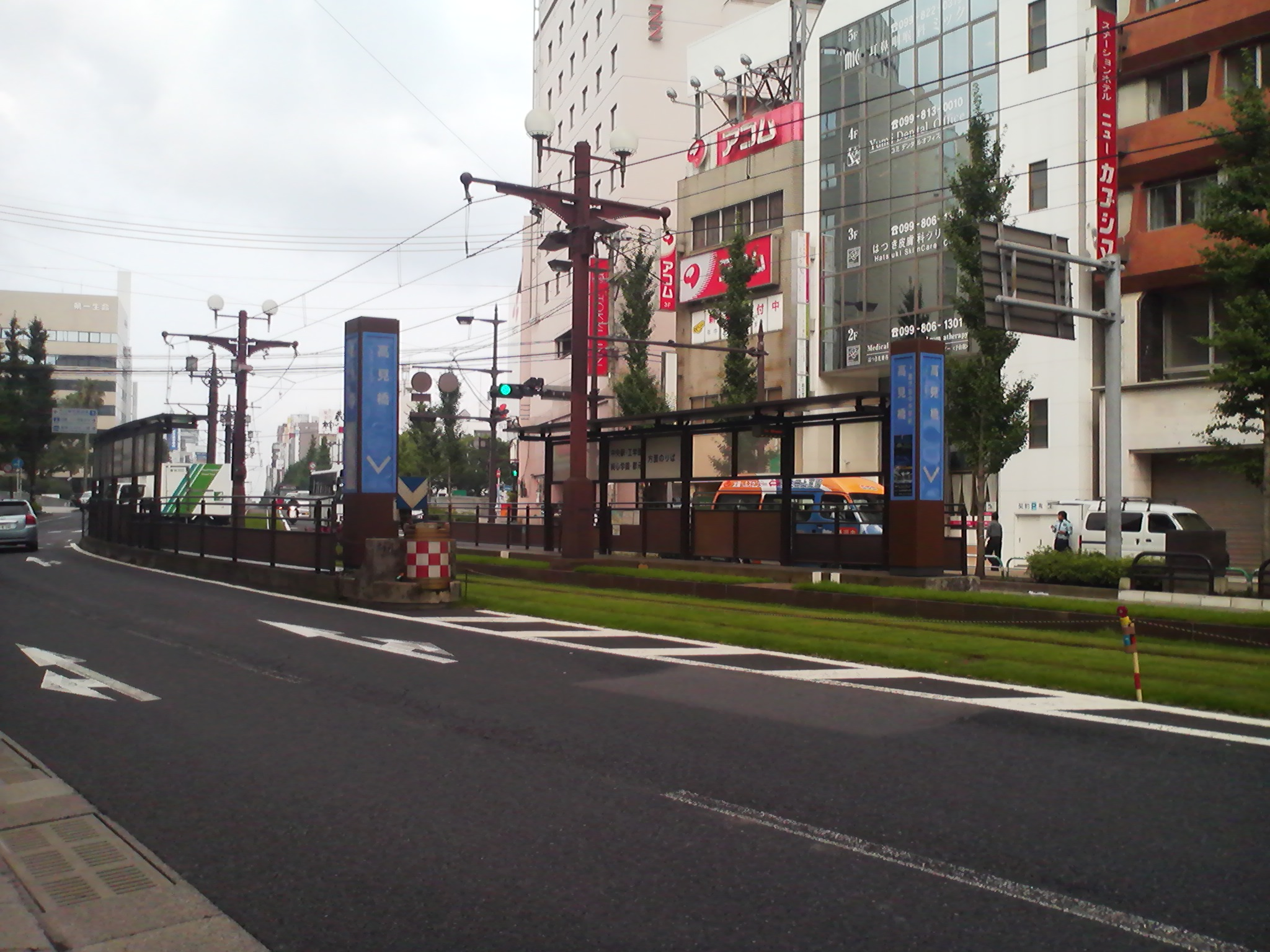
高見橋電停
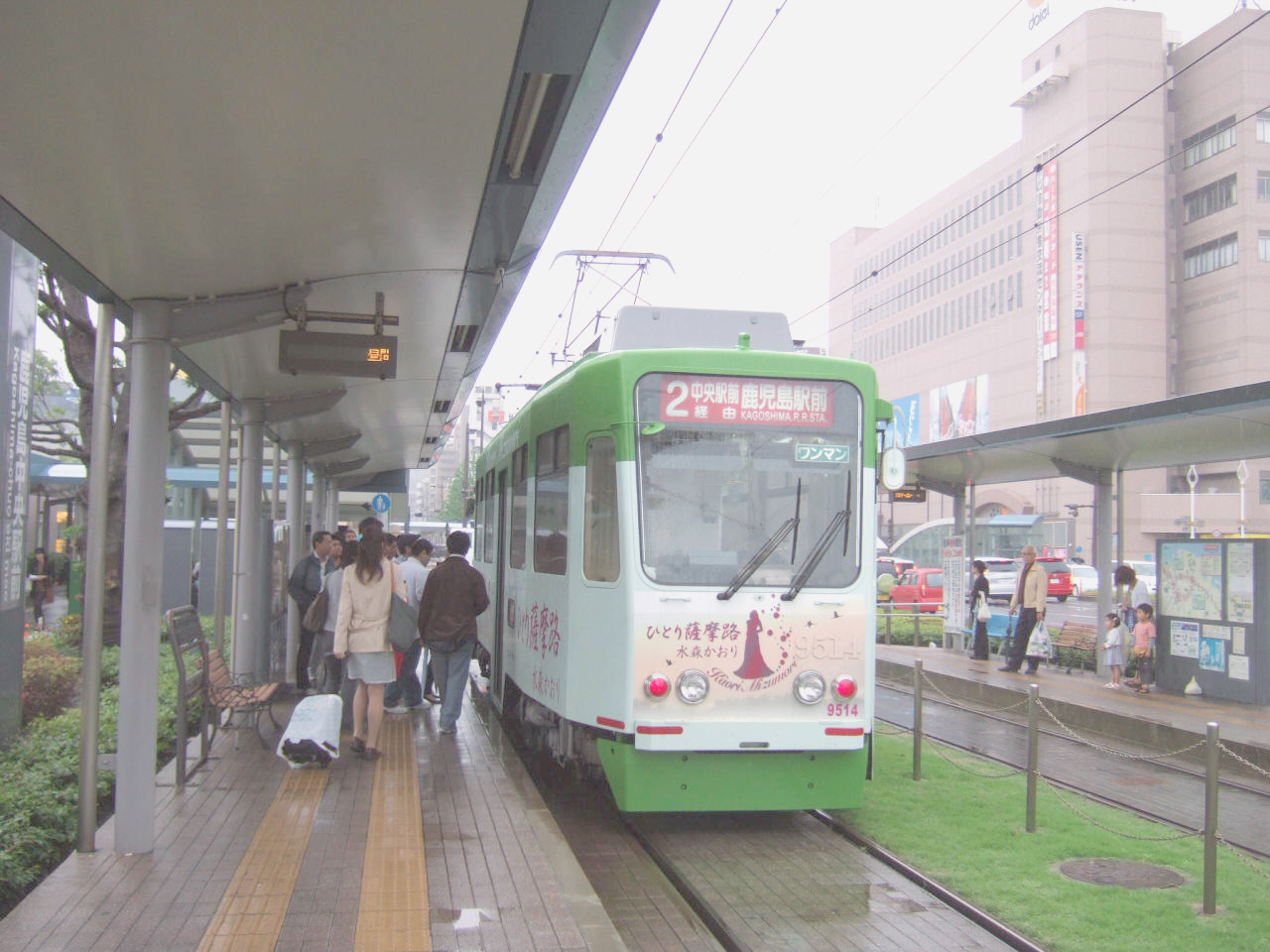
鹿児島中央駅前電停
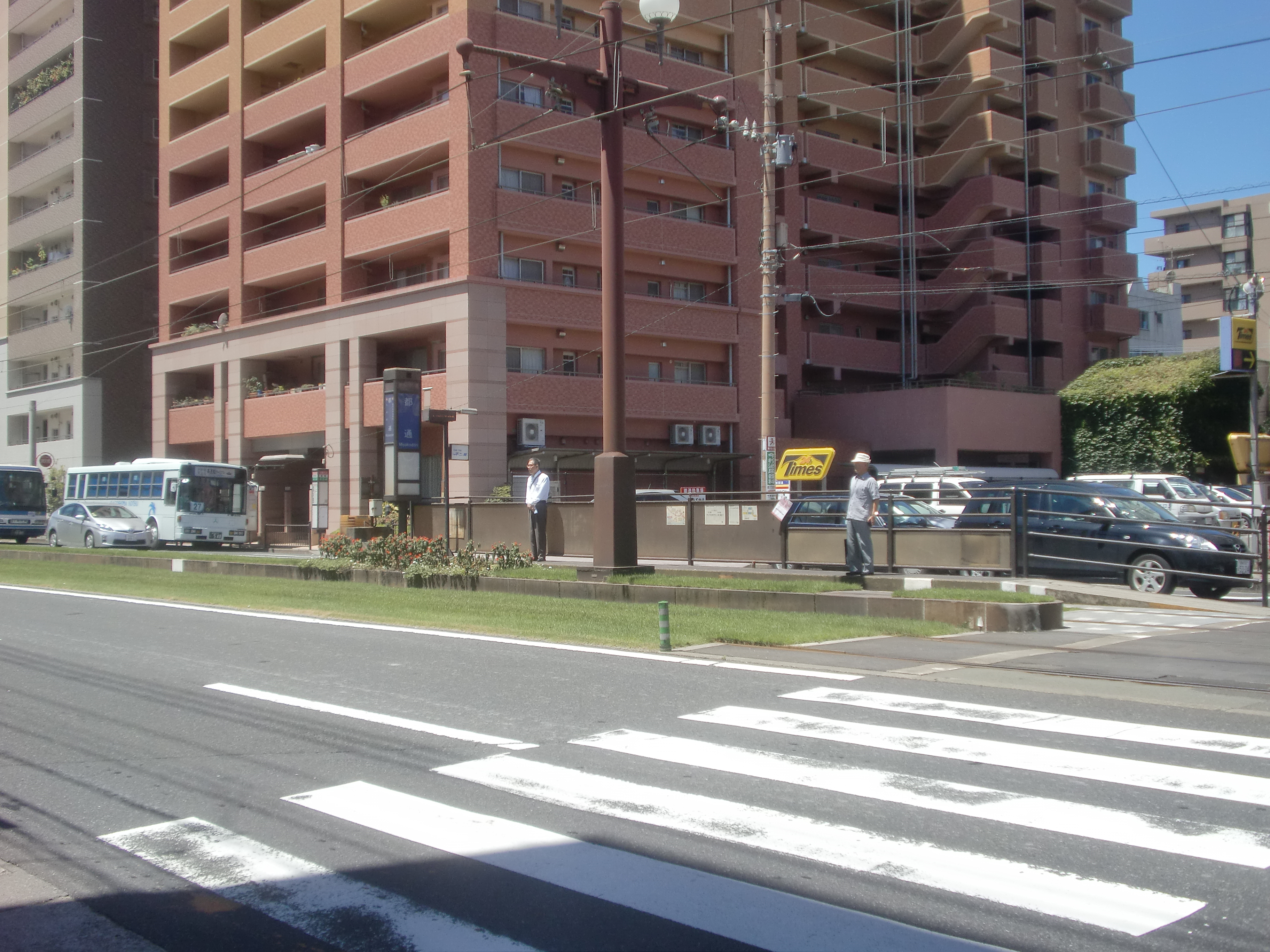
都通電停

### バス
- 鹿児島中央駅東口バスターミナル

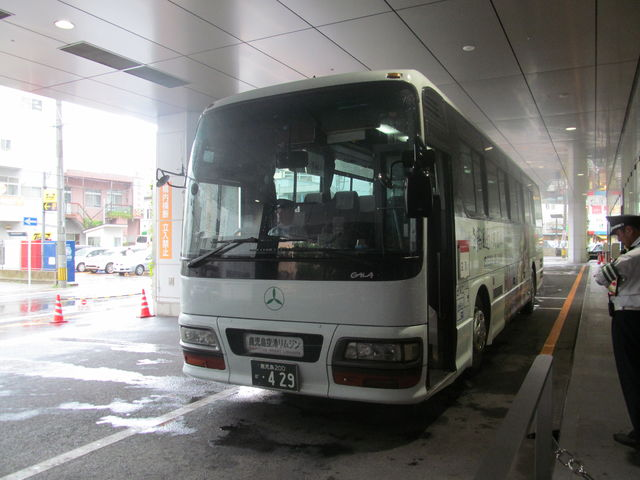
鹿児島中央ターミナル

- 鹿児島中央ターミナル（鹿児島中央ターミナルビル内）

## 小・中学校の学区
市立小・中学校に通う場合、学区（校区）は以下の通りとなる。
| 町丁   | 番地 | 小学校               | 中学校               |
| ------ | ---- | -------------------- | -------------------- |
| 中央町 | 全域 | 鹿児島市立中洲小学校 | 鹿児島市立甲南中学校 |